# ويليام بورنس ليندسي جونيور
ويليام بورنس ليندسي جونيور هو محامي كندي، ولد في 1824 في مدينة كيبك في كندا، وتوفي في 1872.